# Ottelia scabra
Ottelia scabra är en dybladsväxtart som beskrevs av John Gilbert Baker. Ottelia scabra ingår i släktet Ottelia och familjen dybladsväxter. IUCN kategoriserar arten globalt som nära hotad. Inga underarter finns listade.